# Biserica de lemn din Vișea

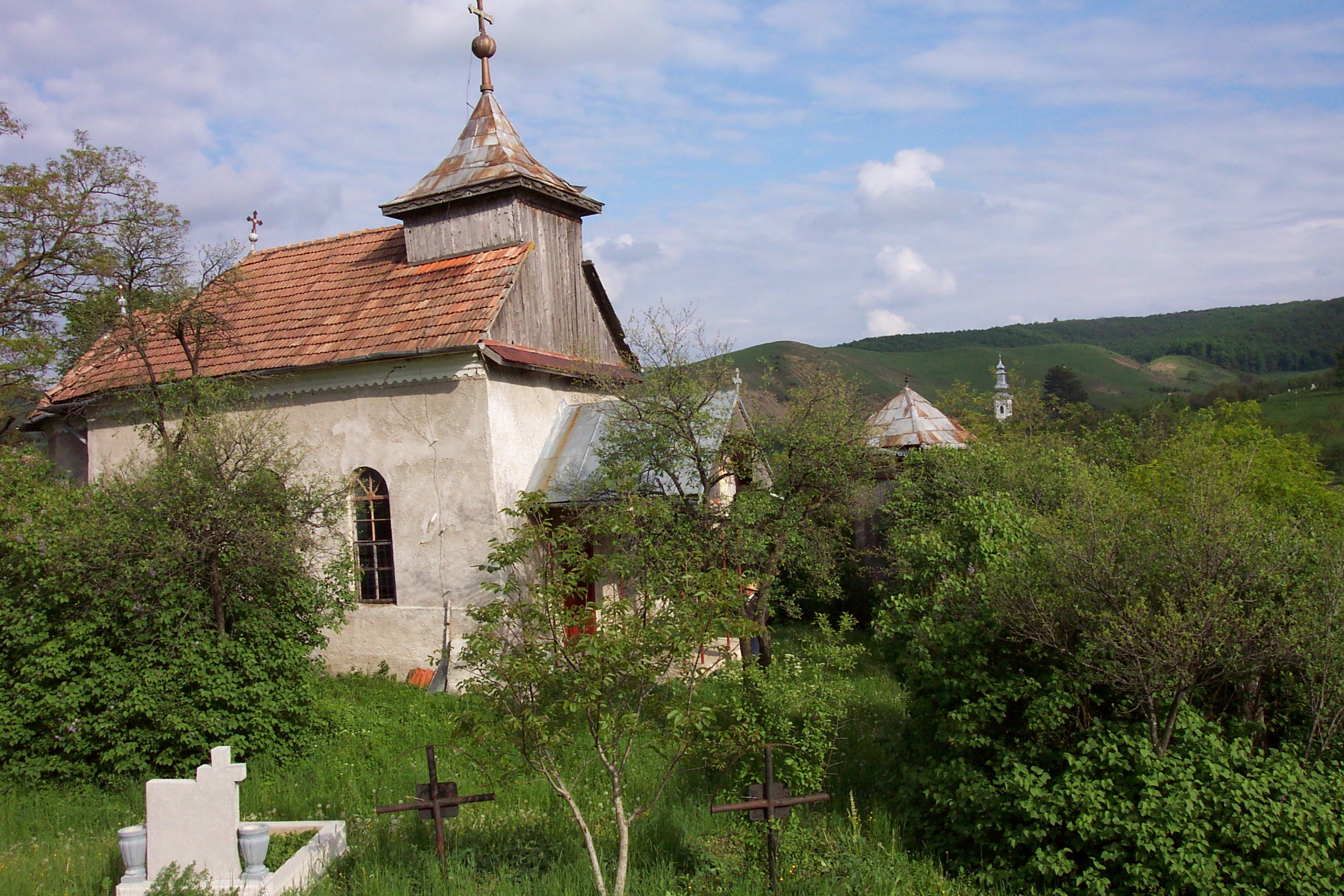
Biserica de lemn din Vișea, comuna Jucu, județul Cluj (2008)

Biserica de lemn din Vișea, comuna Jucu, județul Cluj, cu hramul „Adormirea Maicii Domnului”, a fost construită în anul 1925. A înlocuit un alt lăcaș de cult din lemn,  cu hramul „Sfinții Arhangheli Mihail și Gavriil”, ce data din 1812, despre care se știu puține lucruri.

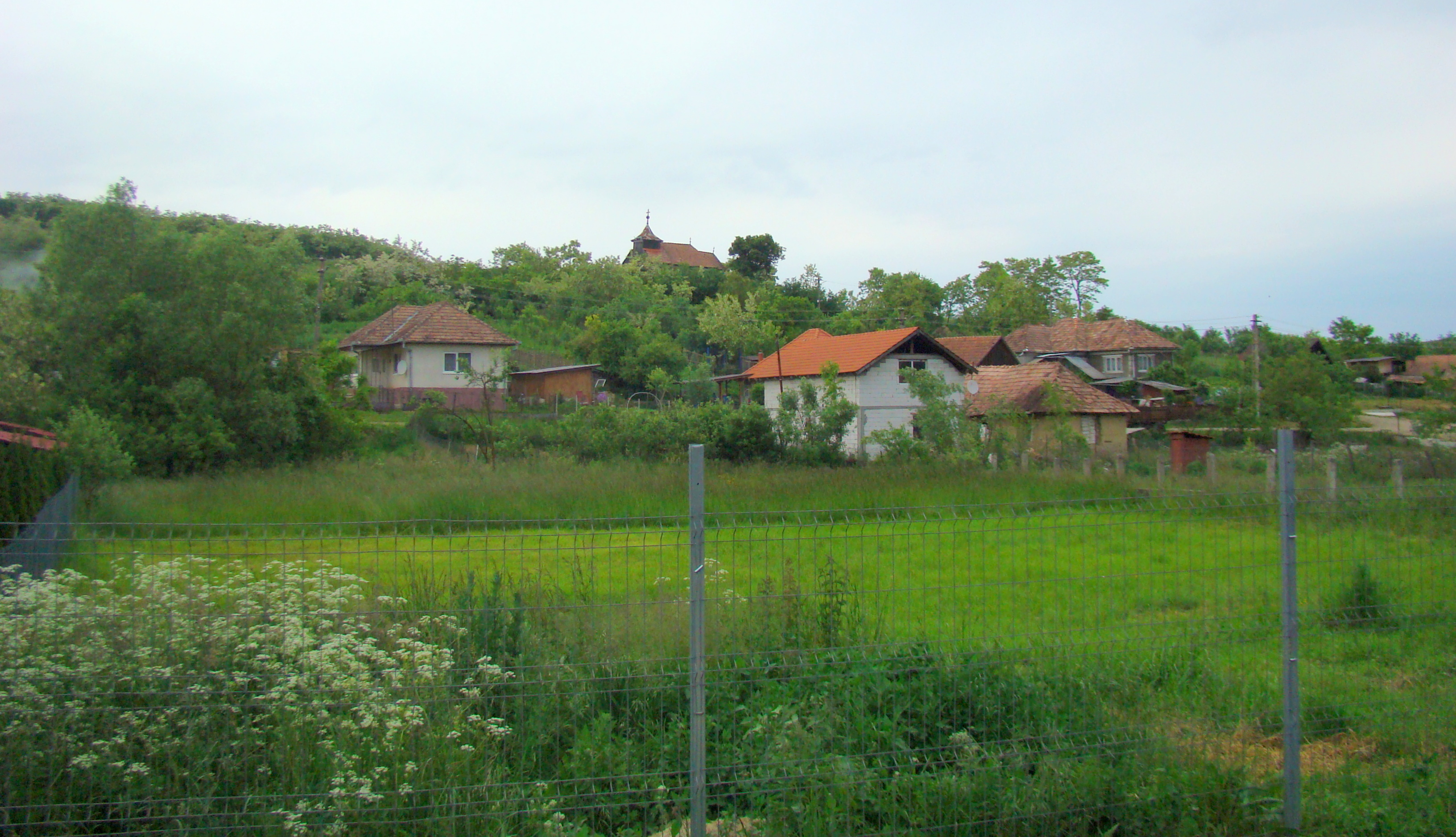
Biserica din depărtare

## Localitatea
Vișea (în maghiară Visa) este un sat în comuna Jucu din județul Cluj, Transilvania, România. Prima atestare documentară datează din anul 1326.

## Biserica
Biserica de lemn din Vișea se află pe deal, lângă cimitirul românesc din localitate, satul Vișea având o populație predominant maghiară. Biserica este părăsită, nemaifiind folosită pentru serviciul liturgic. Terenul pe care a fost ridicată este instabil, afectat de alunecări de teren, ce pun în pericol clădirea. S-a încercat salvarea ei prin consolidarea cu contraforți și drugi de fier, demersul fiind însă zadarnic.
Ca urmare a fost construită o biserică nouă de zid, pe un teren plan, în partea de jos a satului. Biserica nouă, cu hramul „Sfântul Ierarh Nicolae”, a fost construită cu sprijinul Secretariatului de stat pentru culte. În ea a fost adăpostit și patrimoniul mobil al bisericii vechi, sub forma unui mic muzeu, ce cuprinde icoane fără valoare de patrimoniu istoric.

## Imagini din exterior

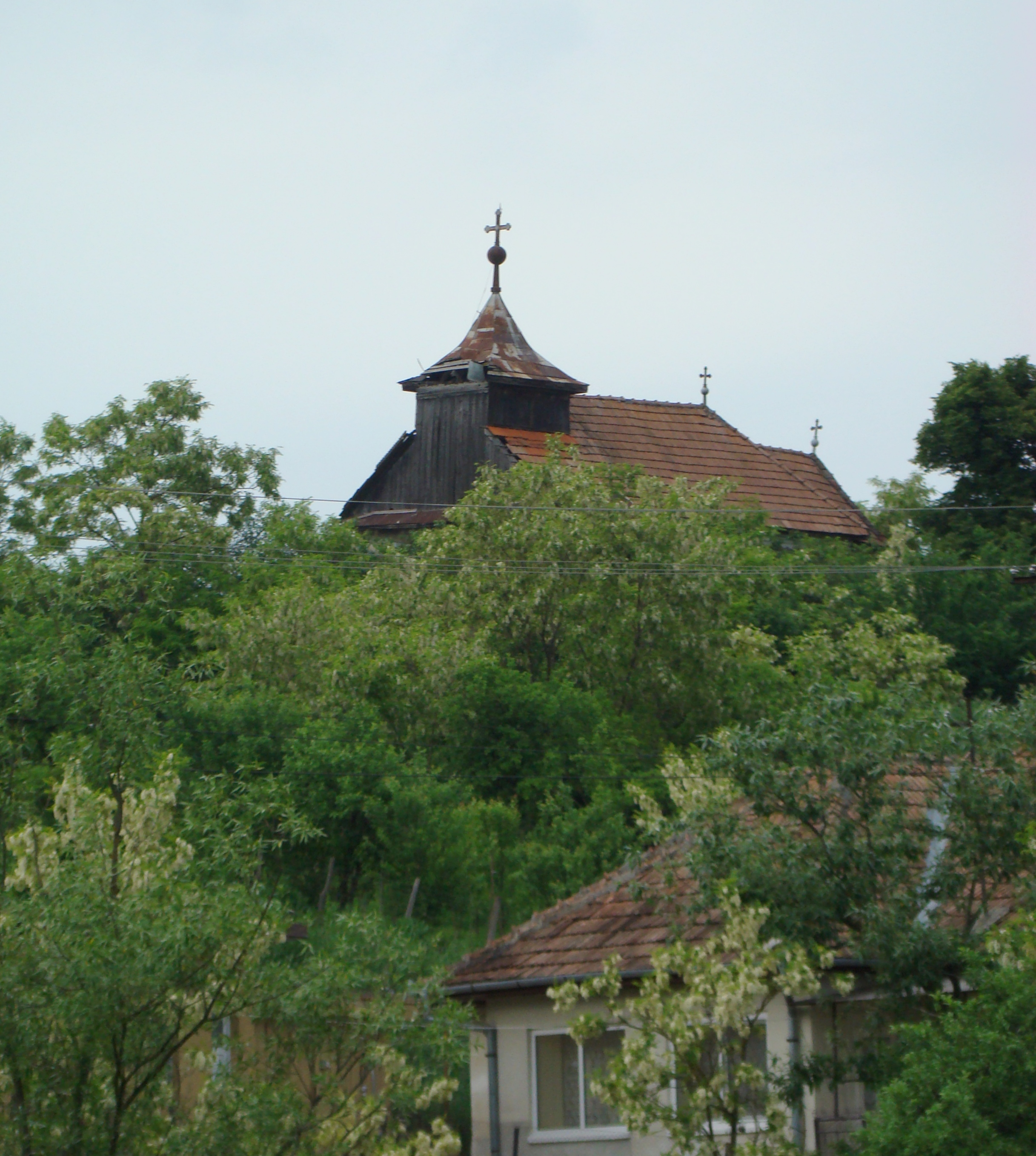
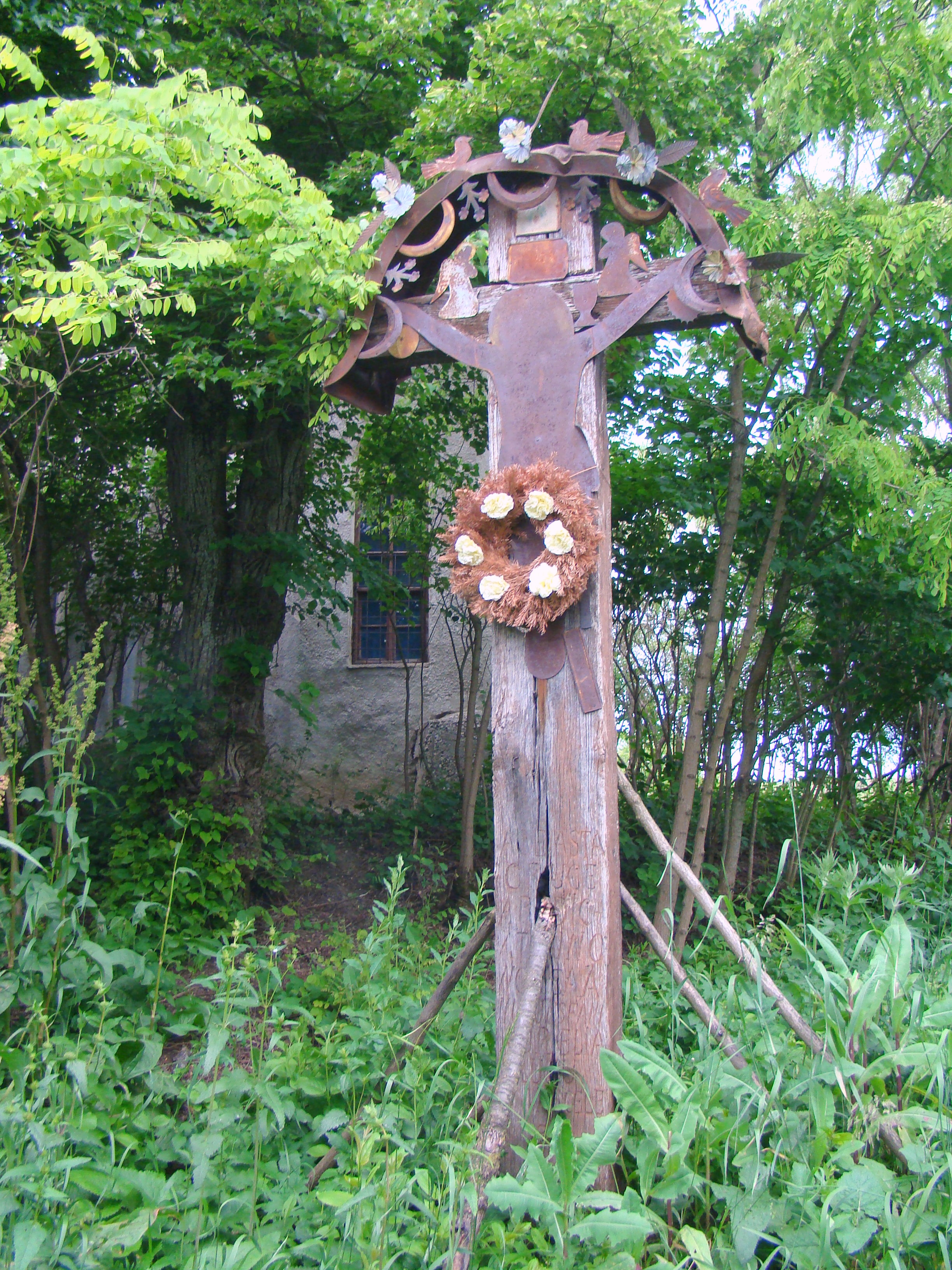
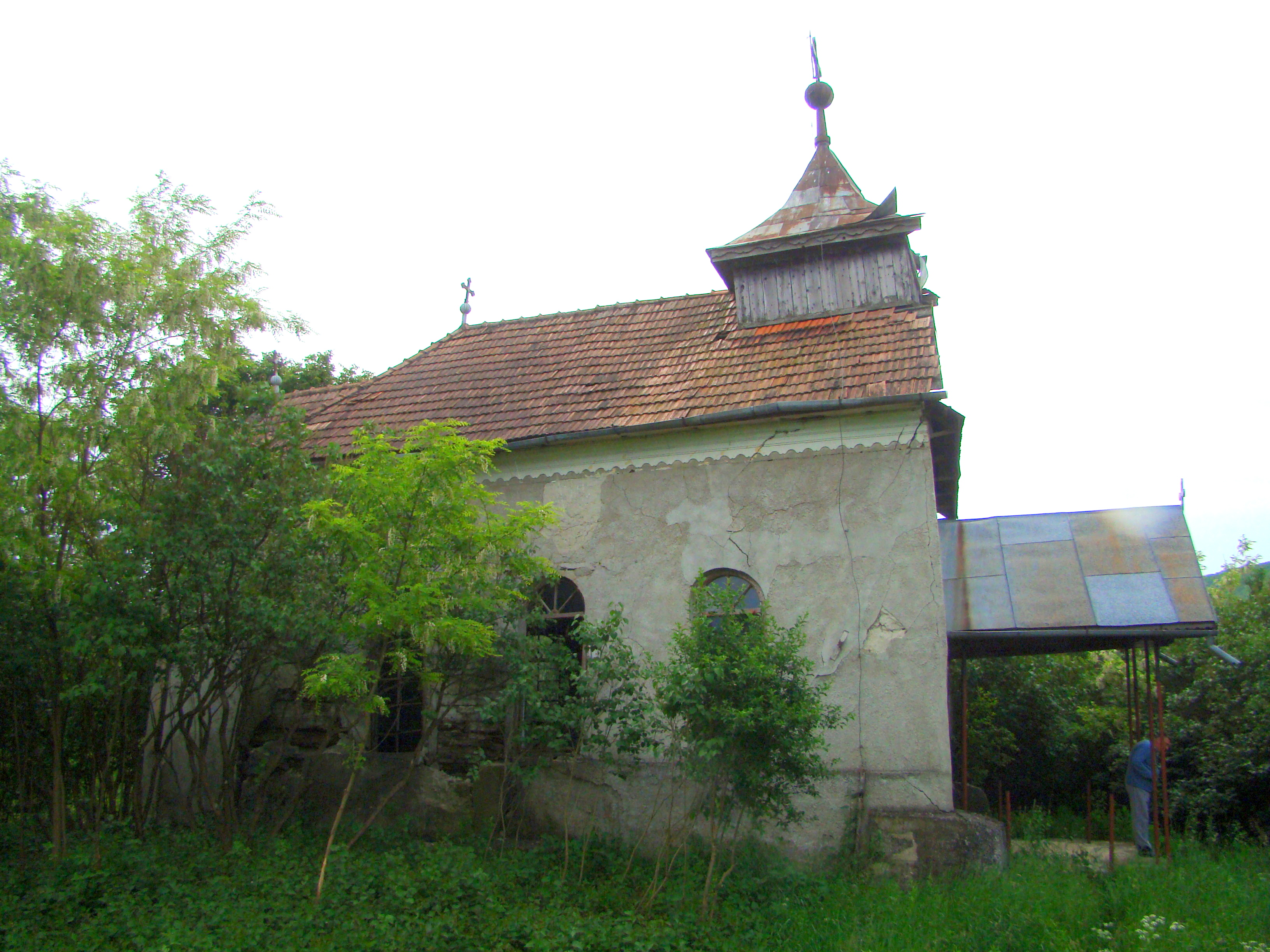
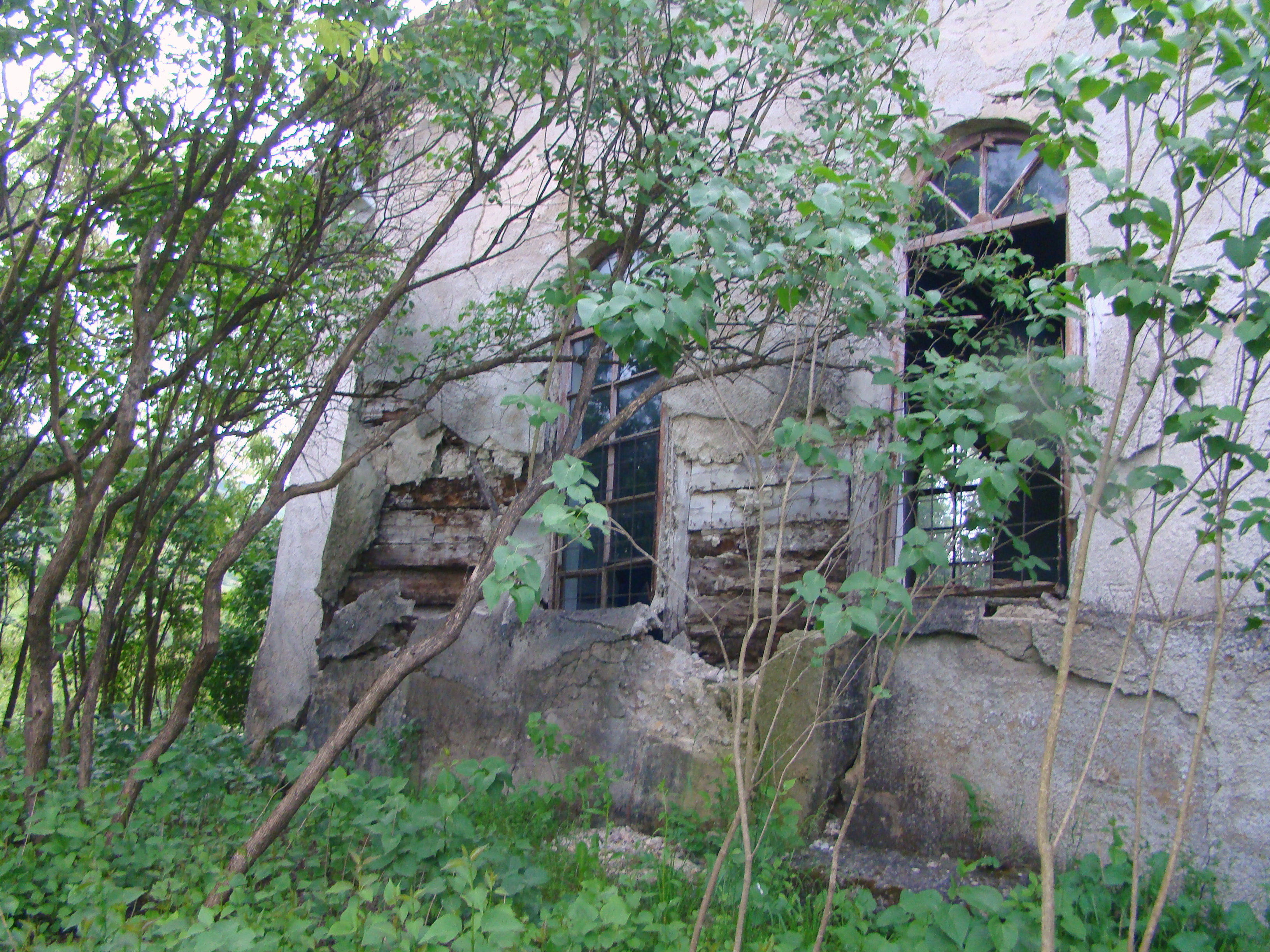
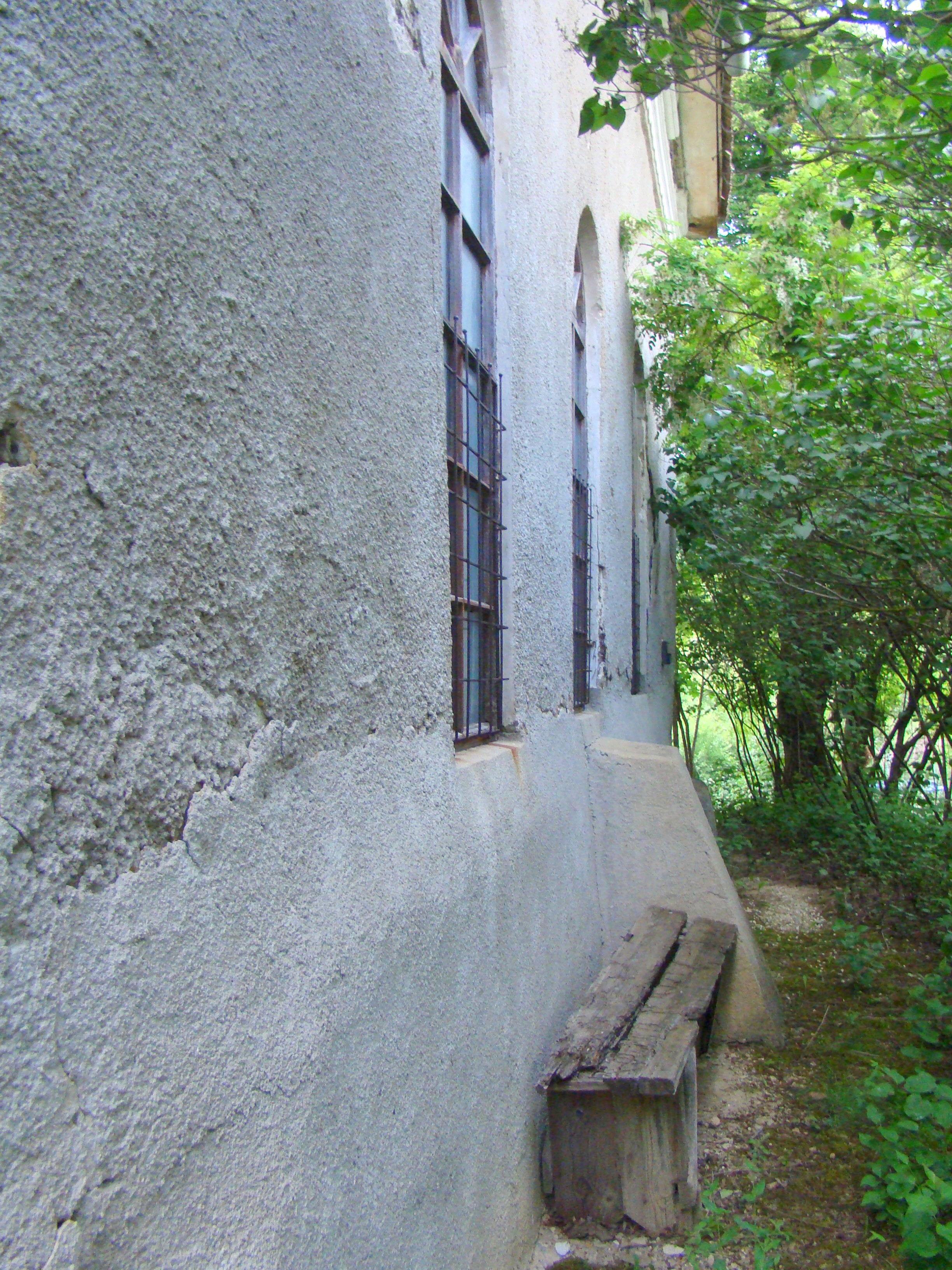
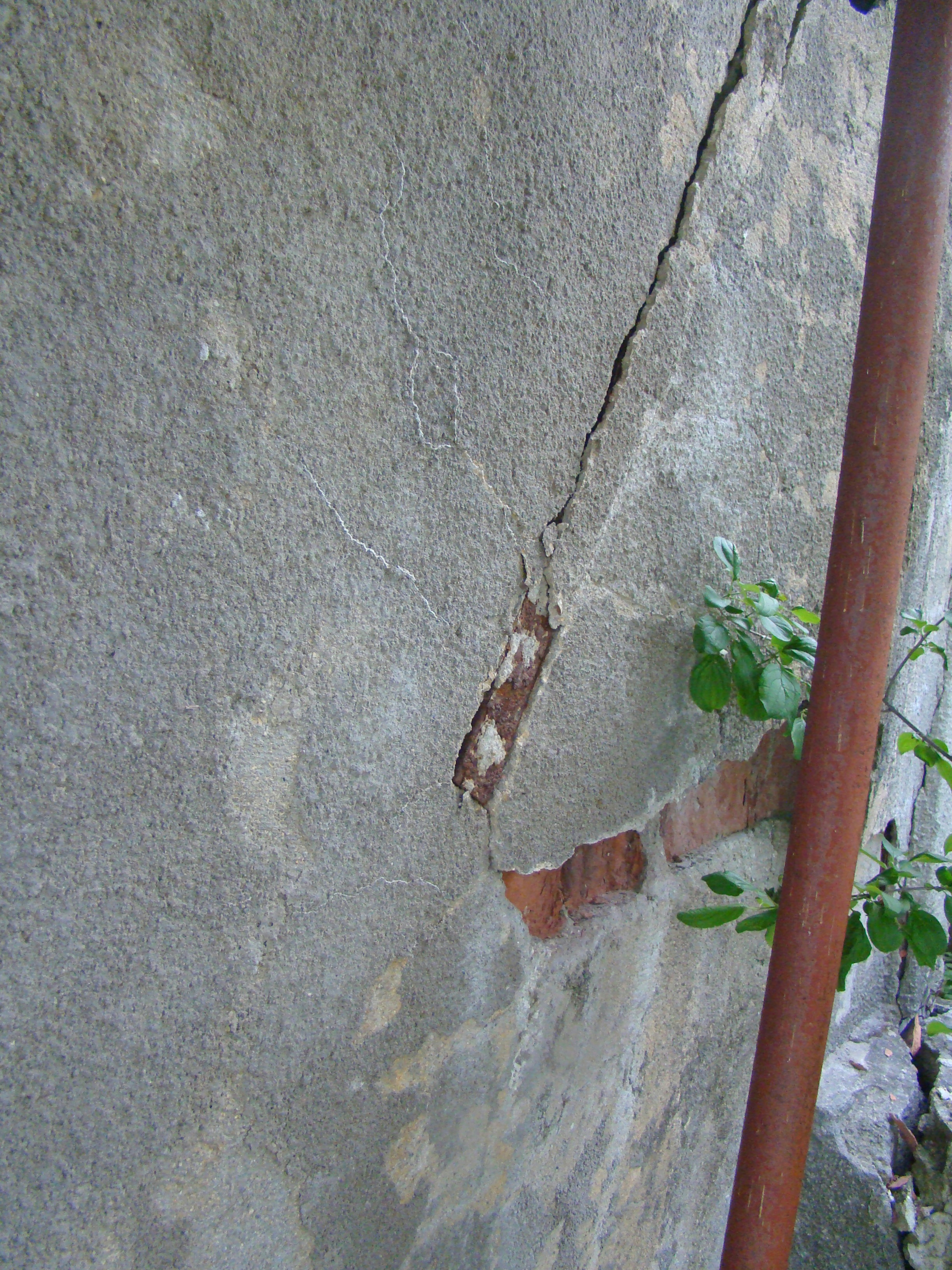
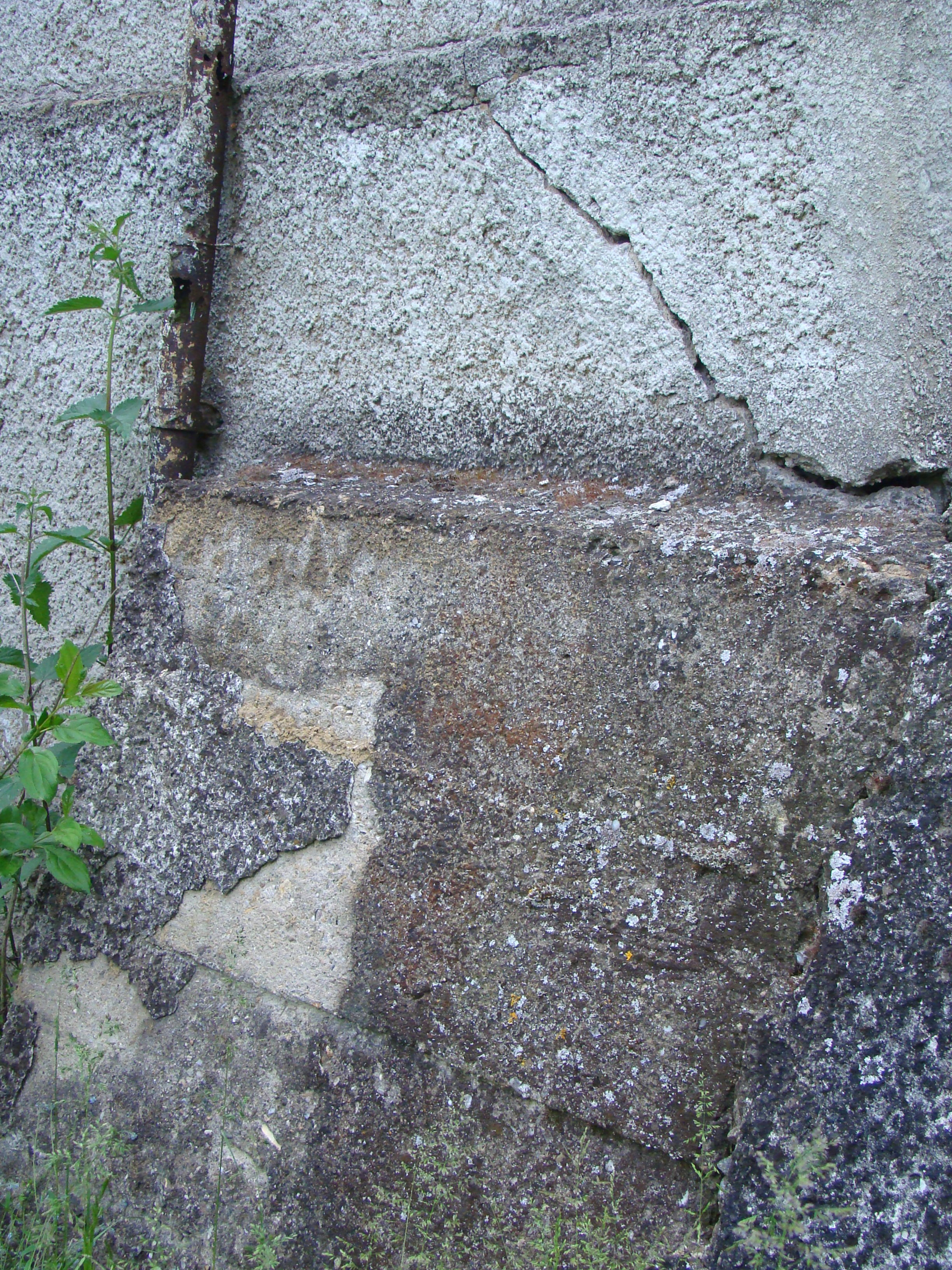
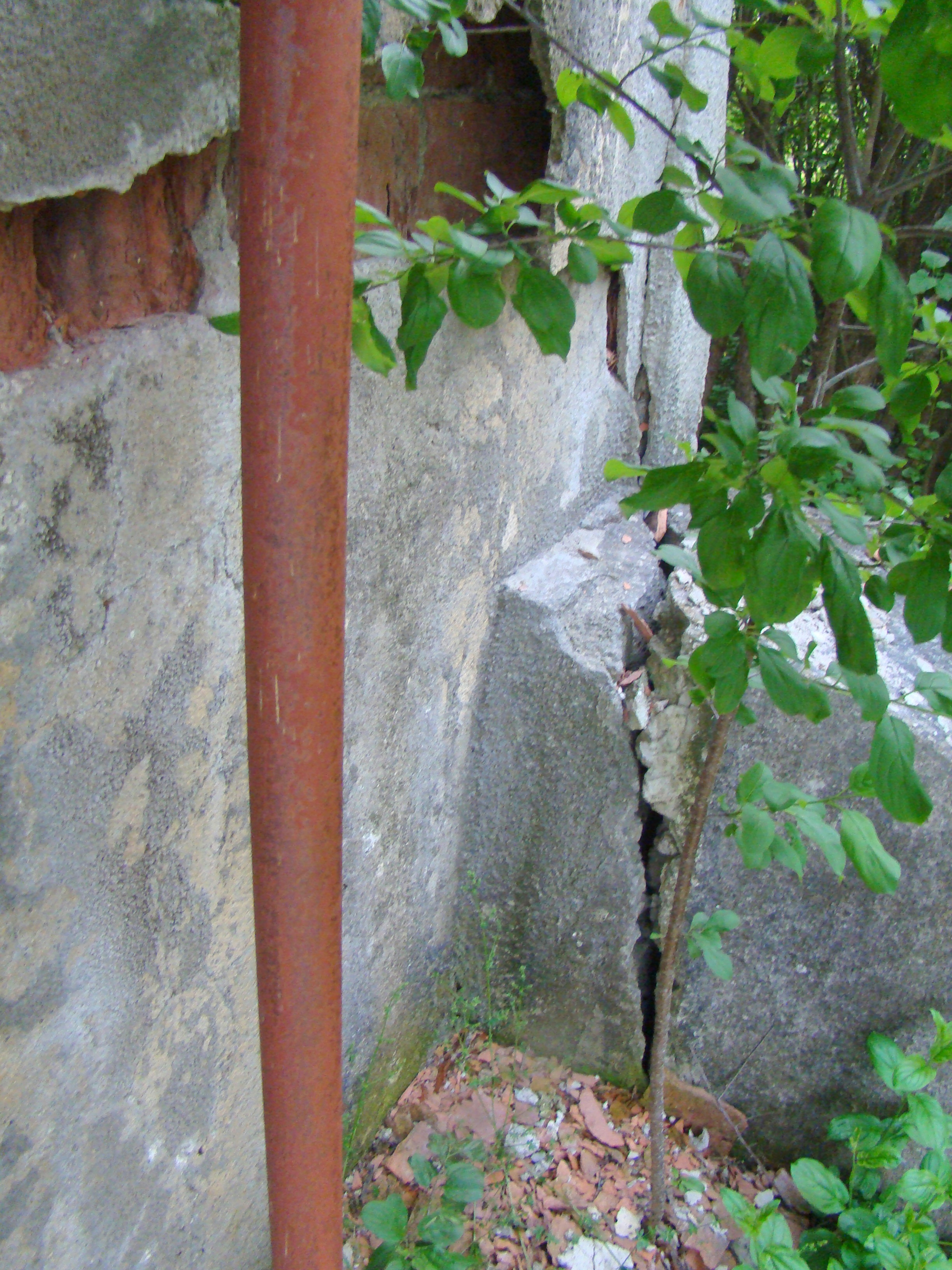
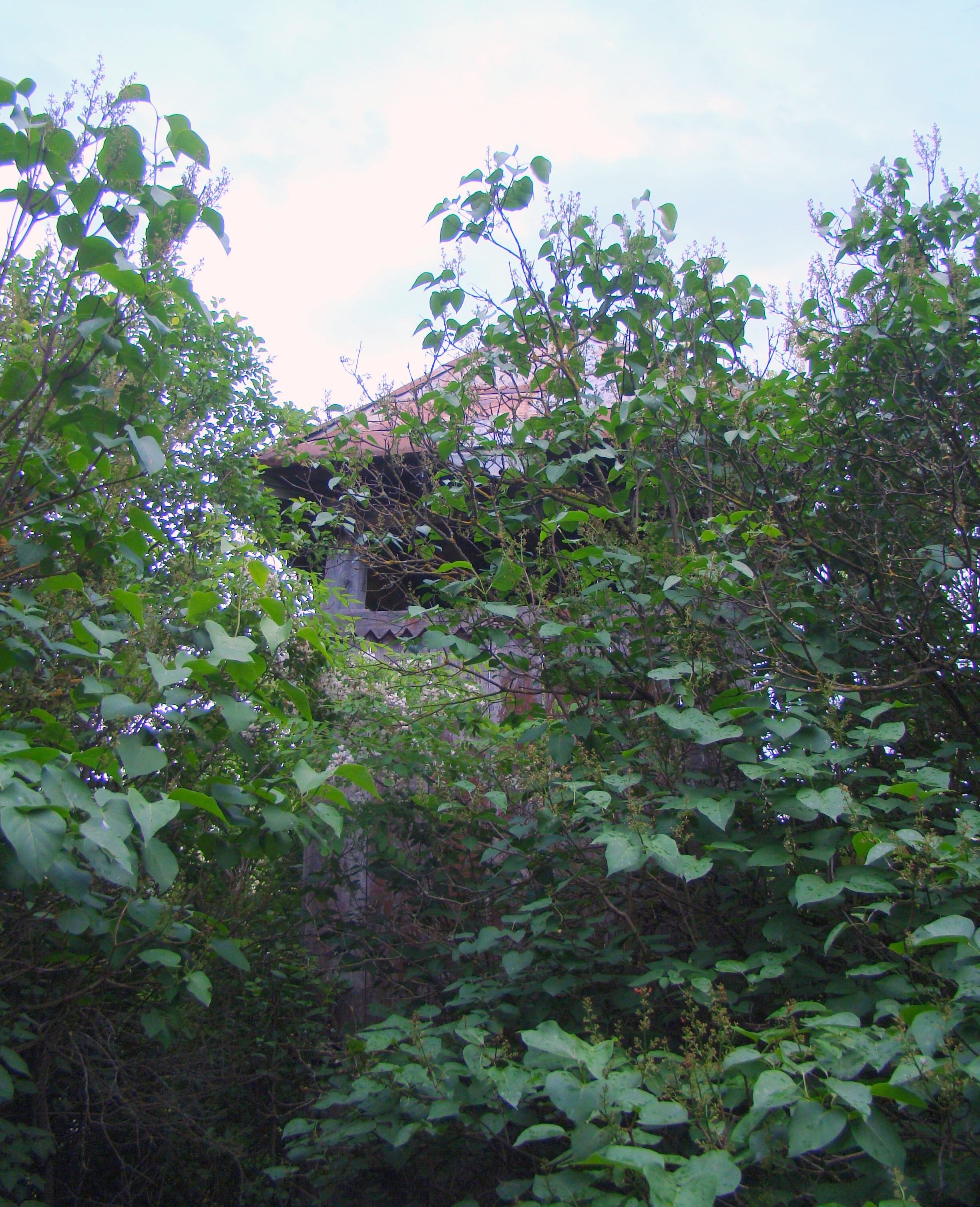
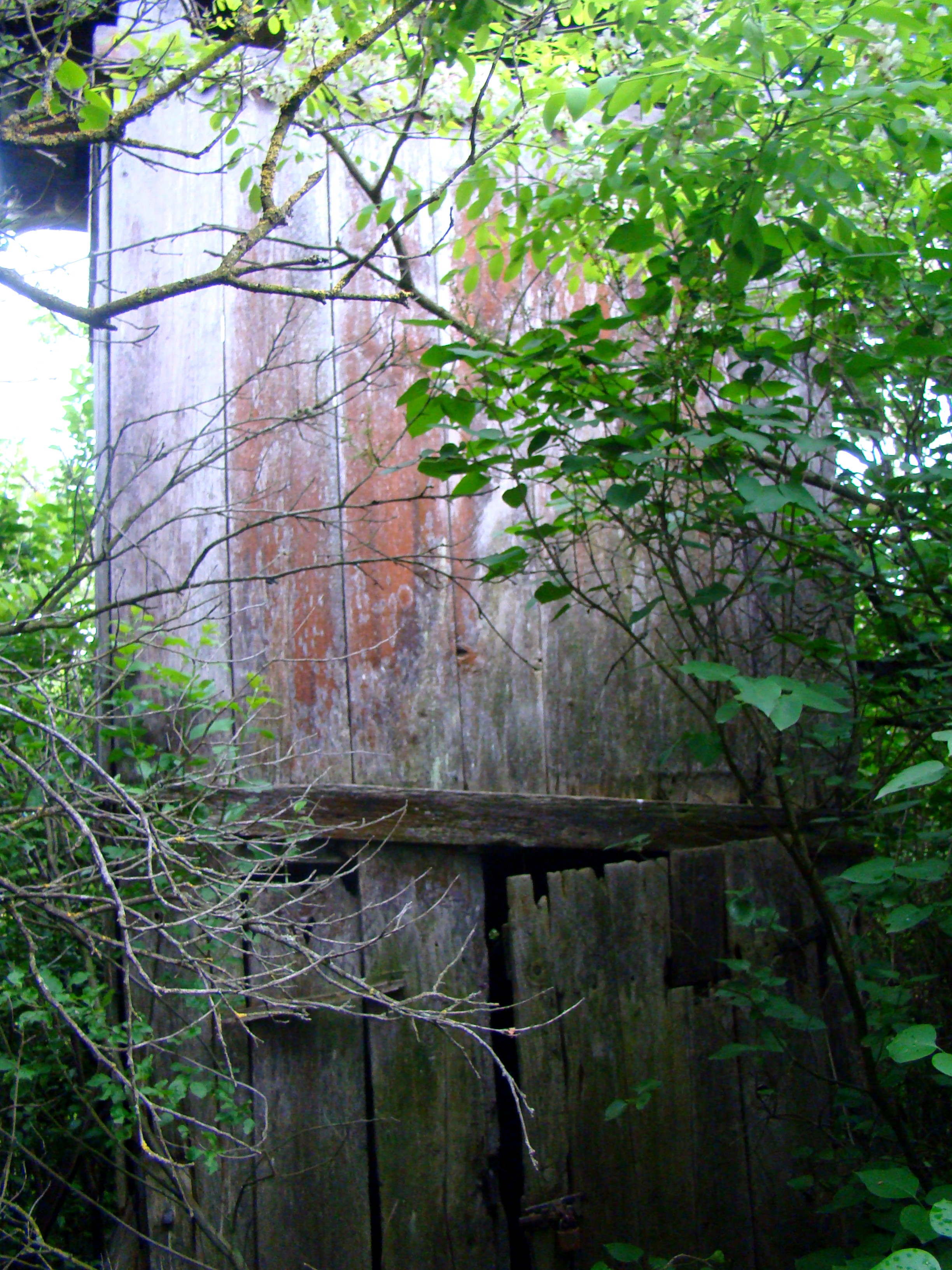

## Imagini din interior

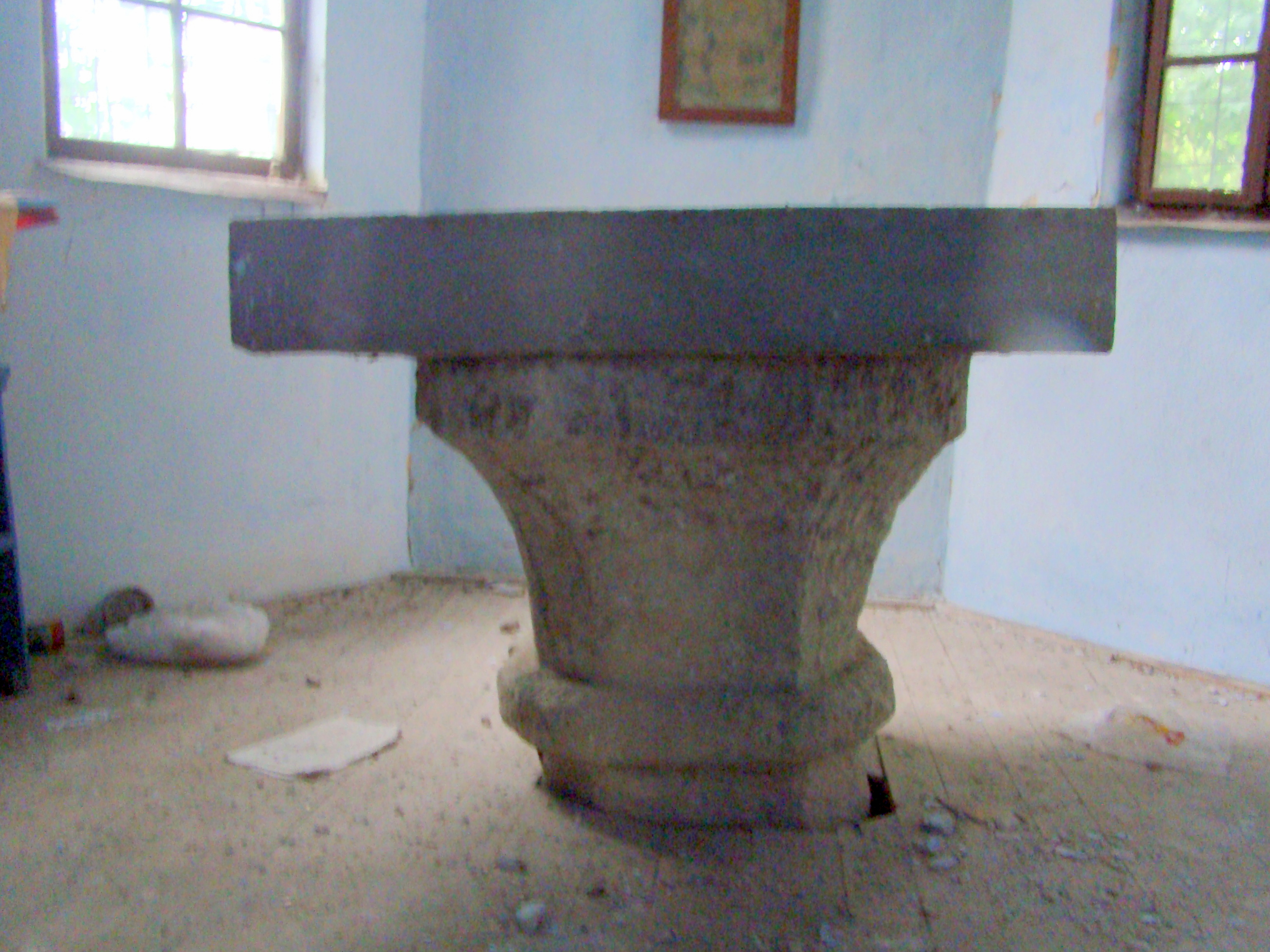
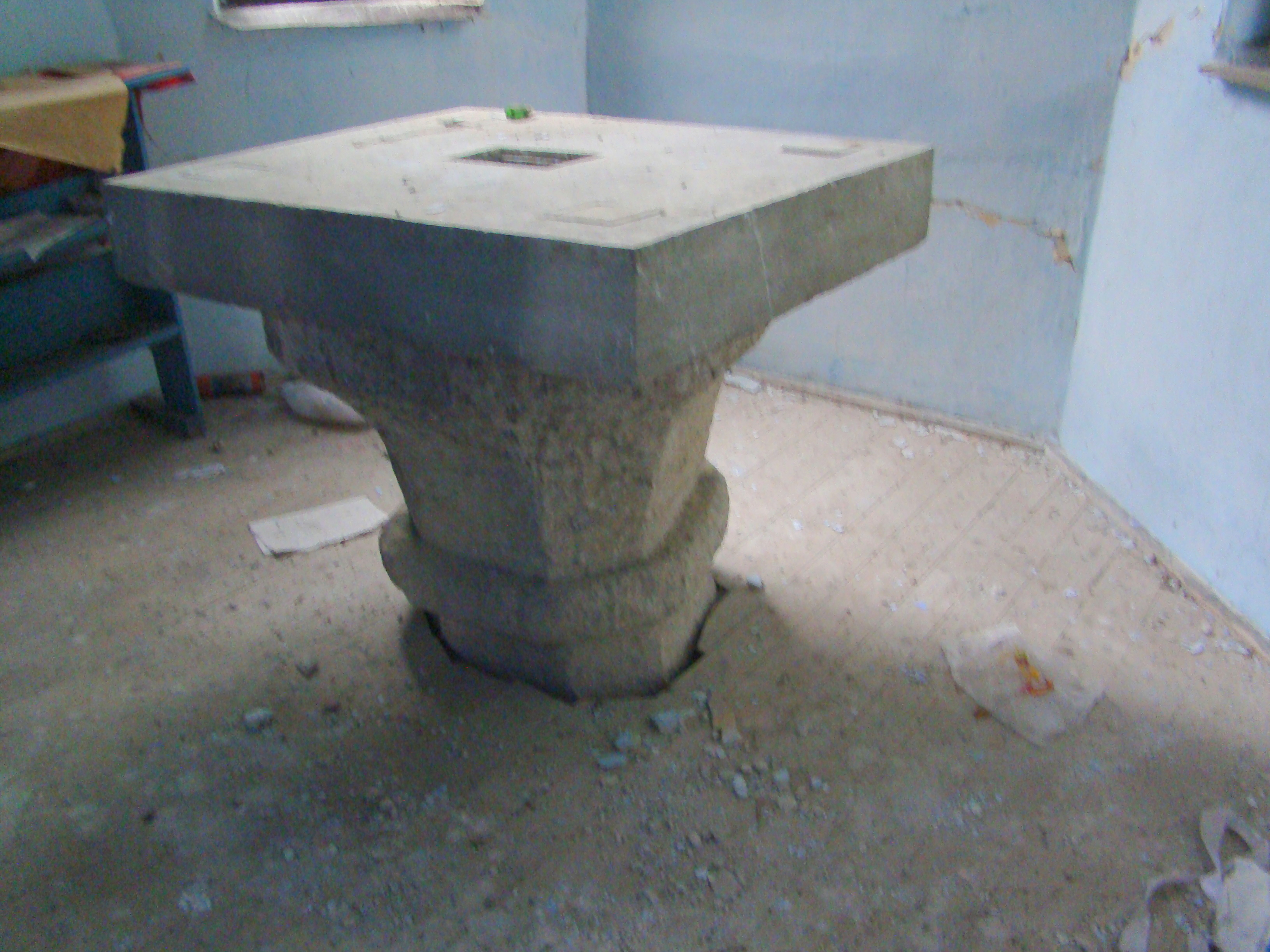
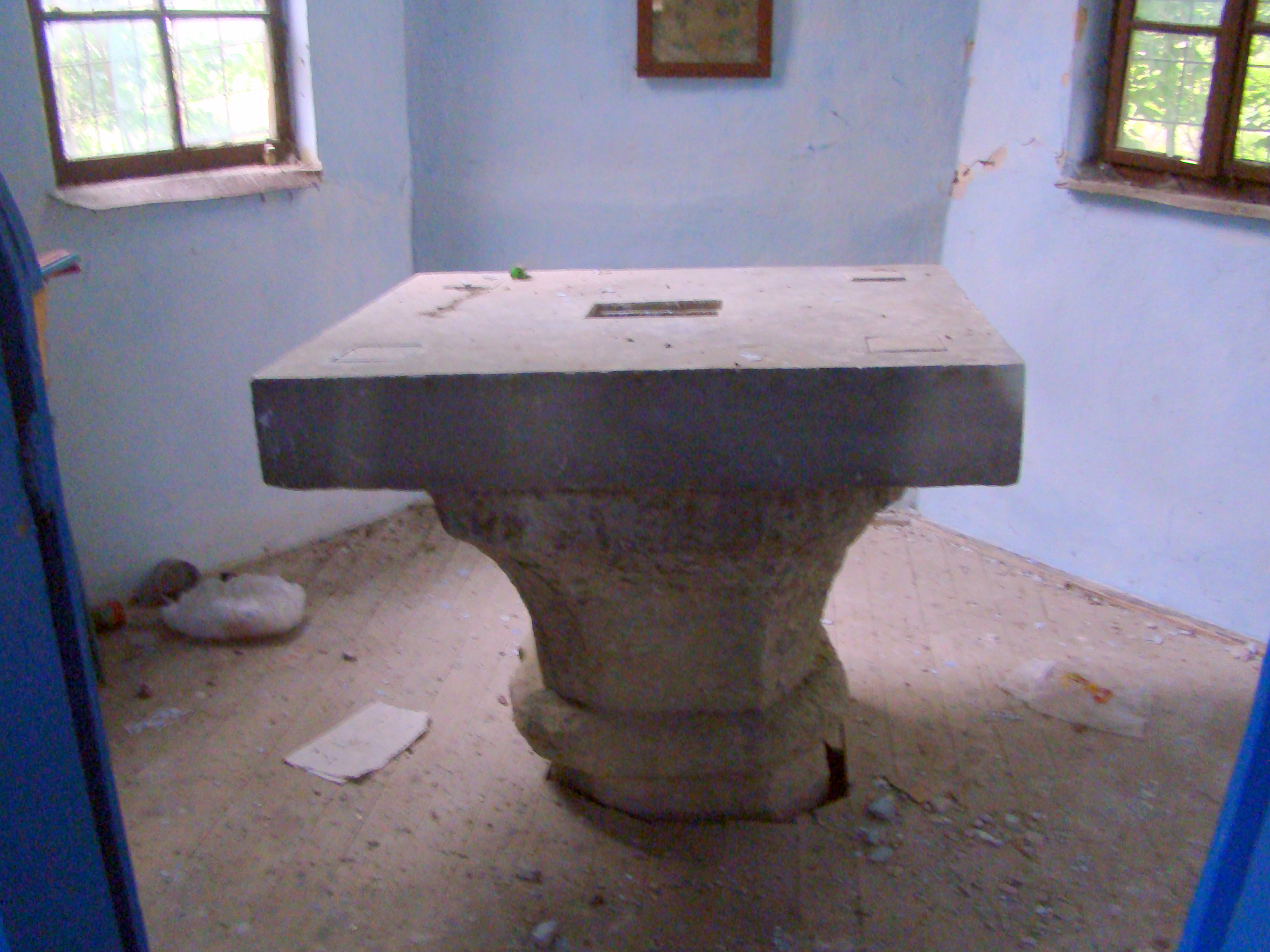
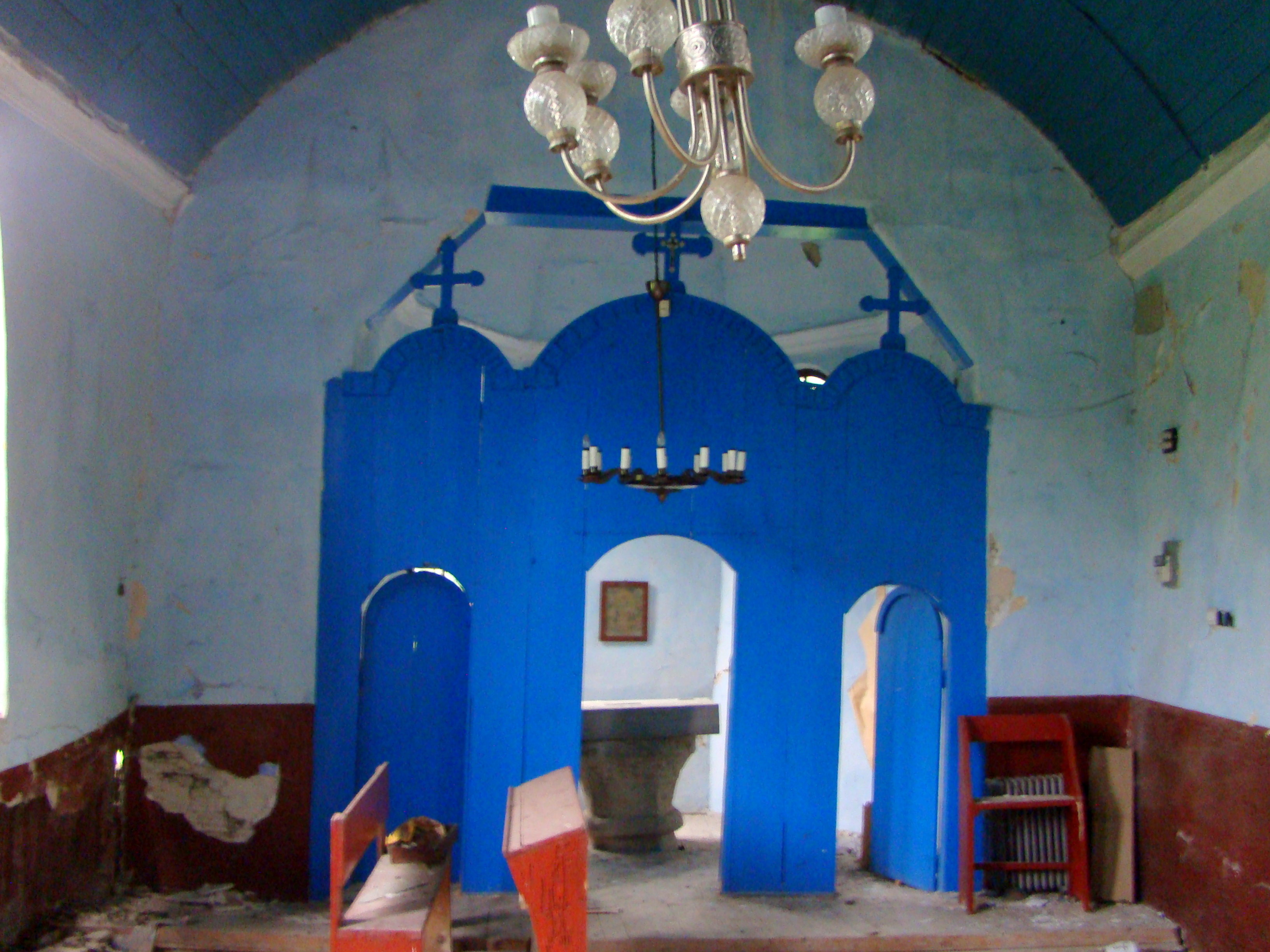
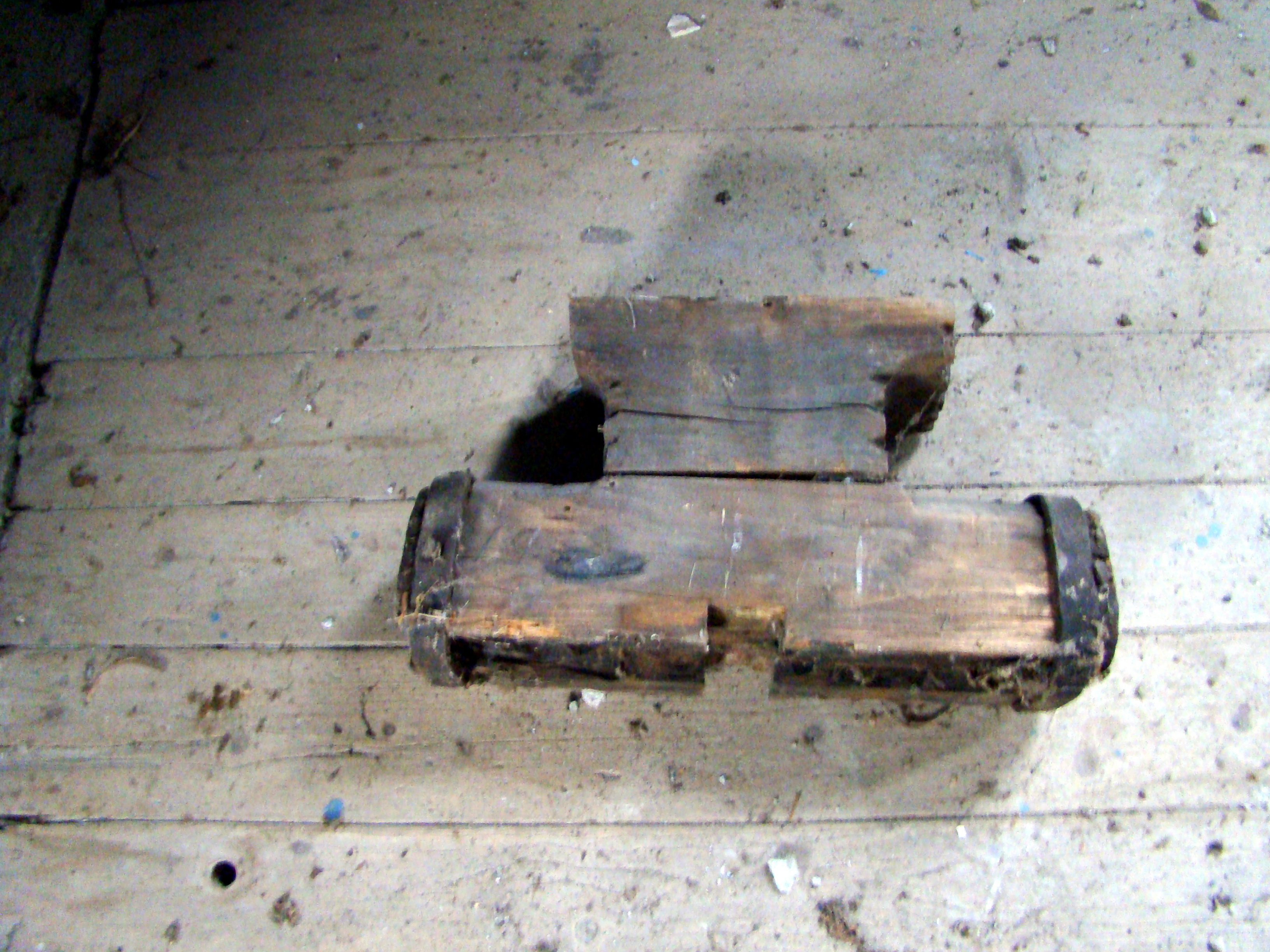
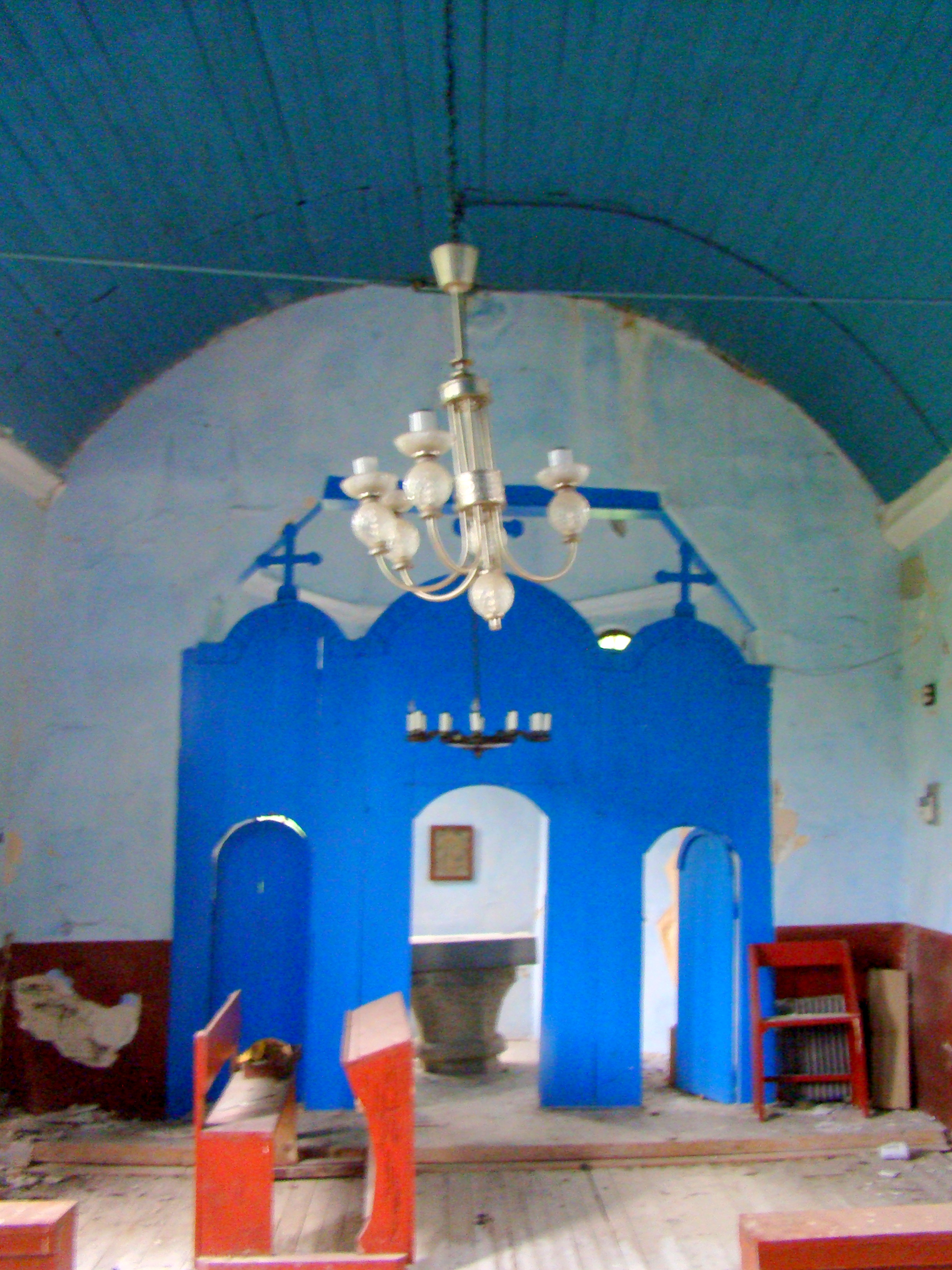
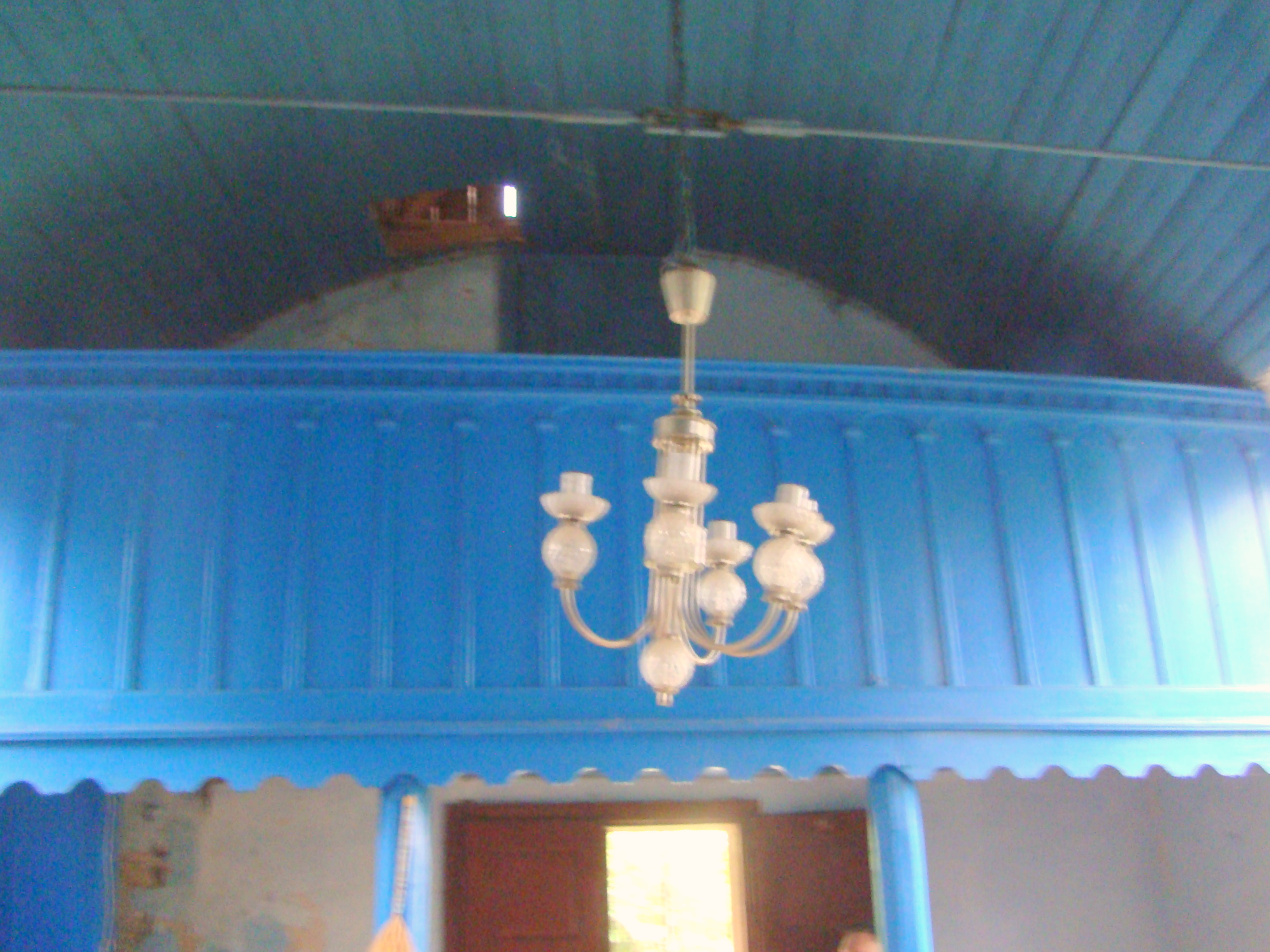
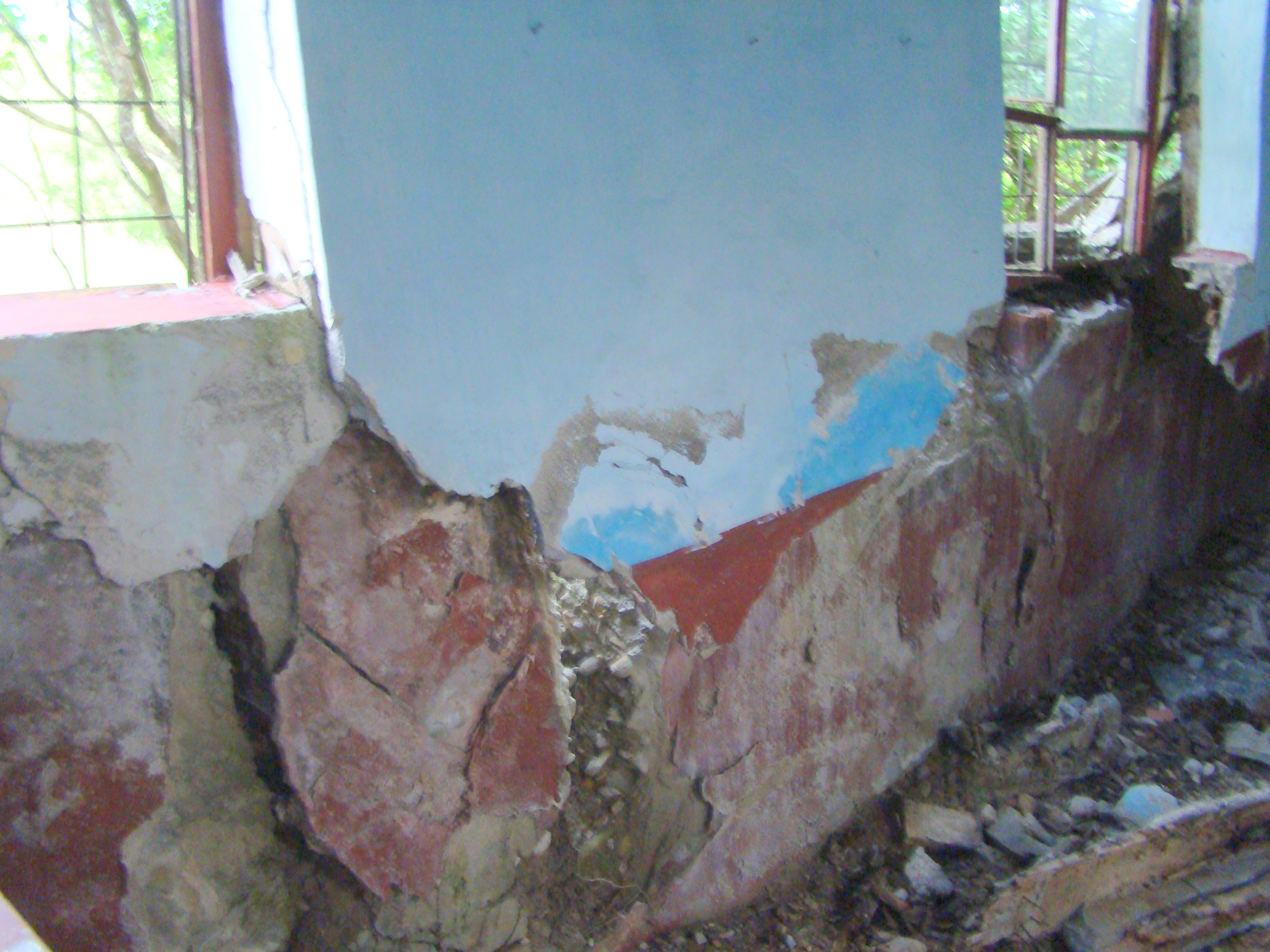

## Biserica nouă și micul muzeu

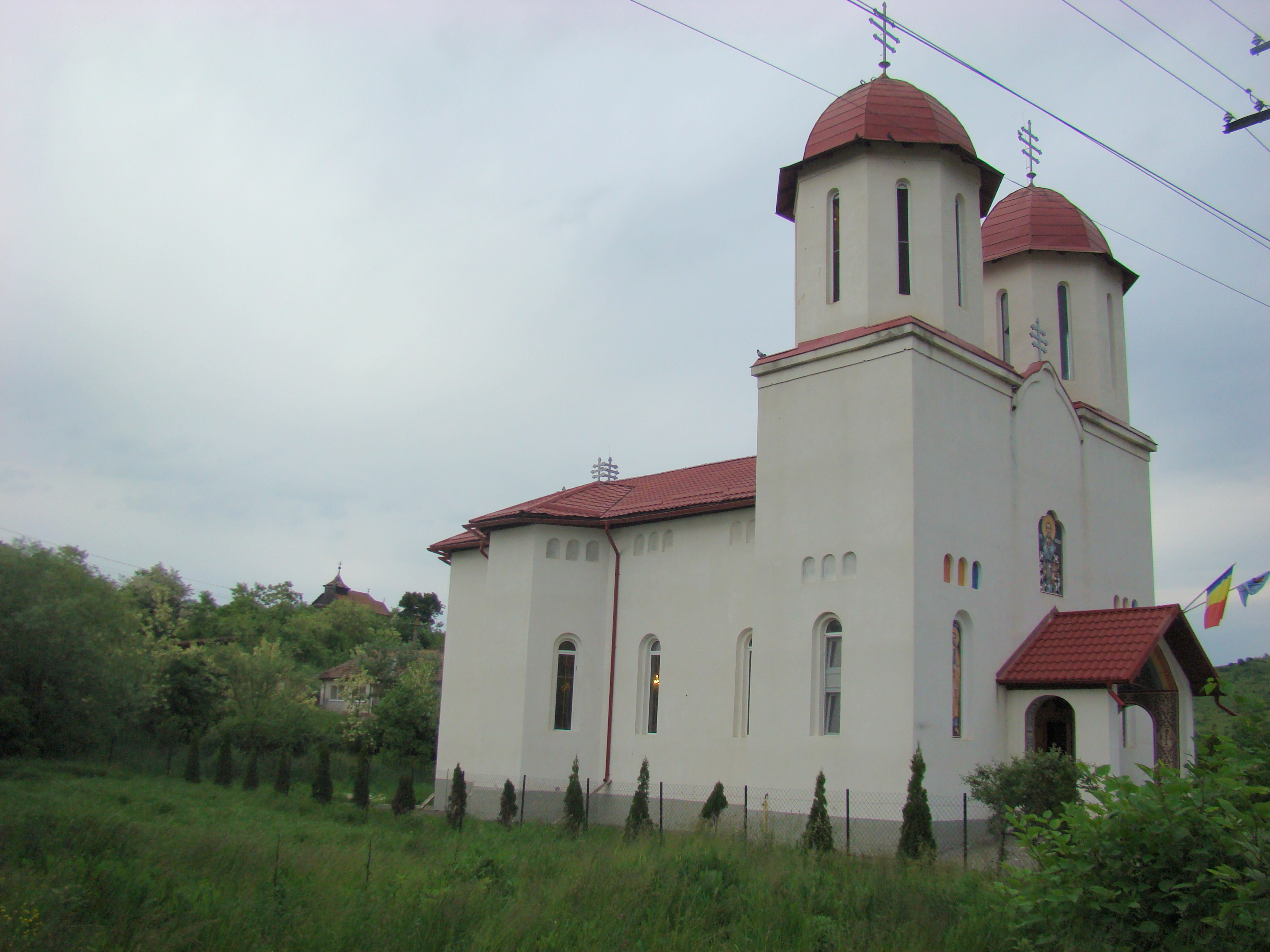
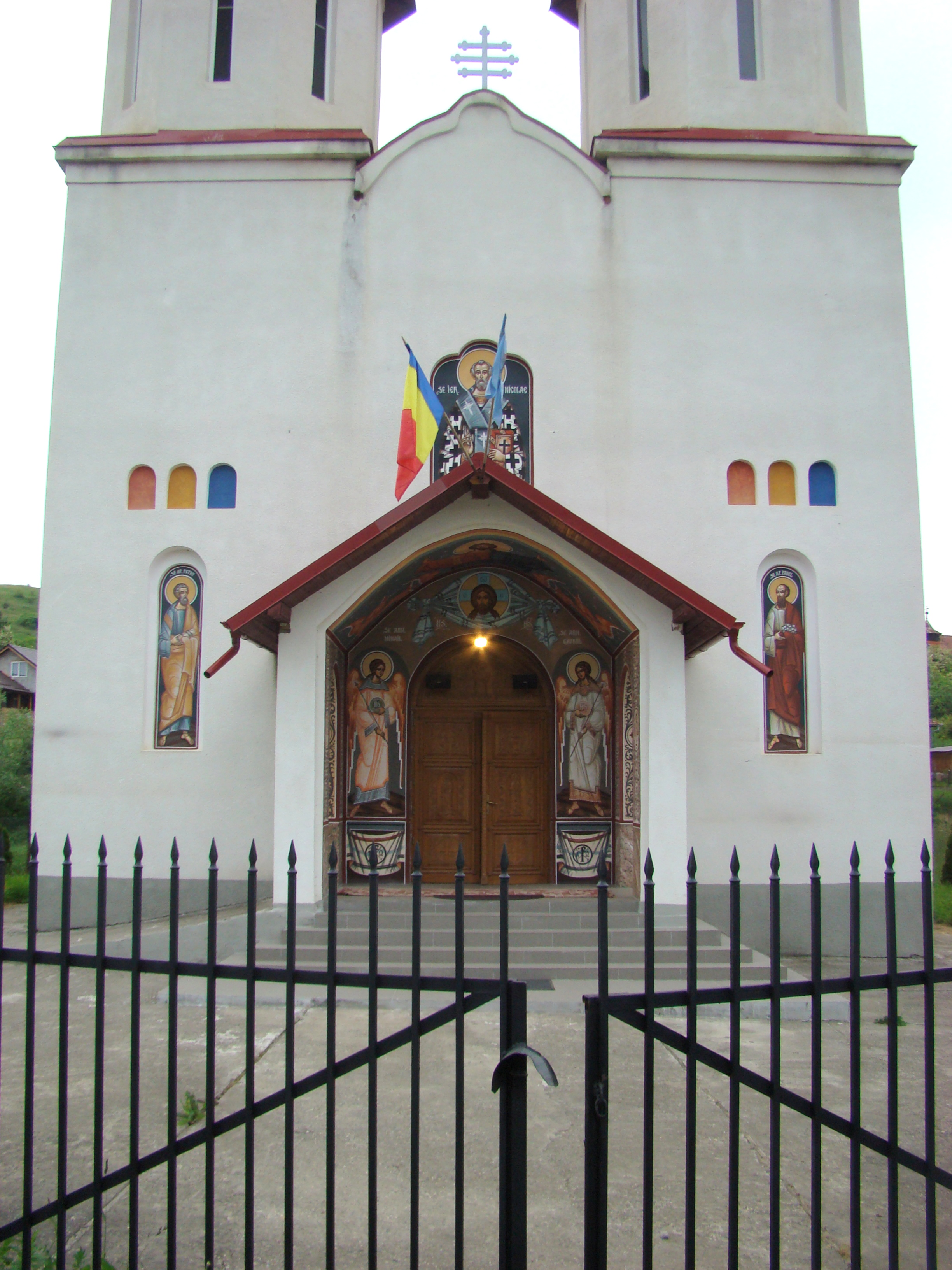
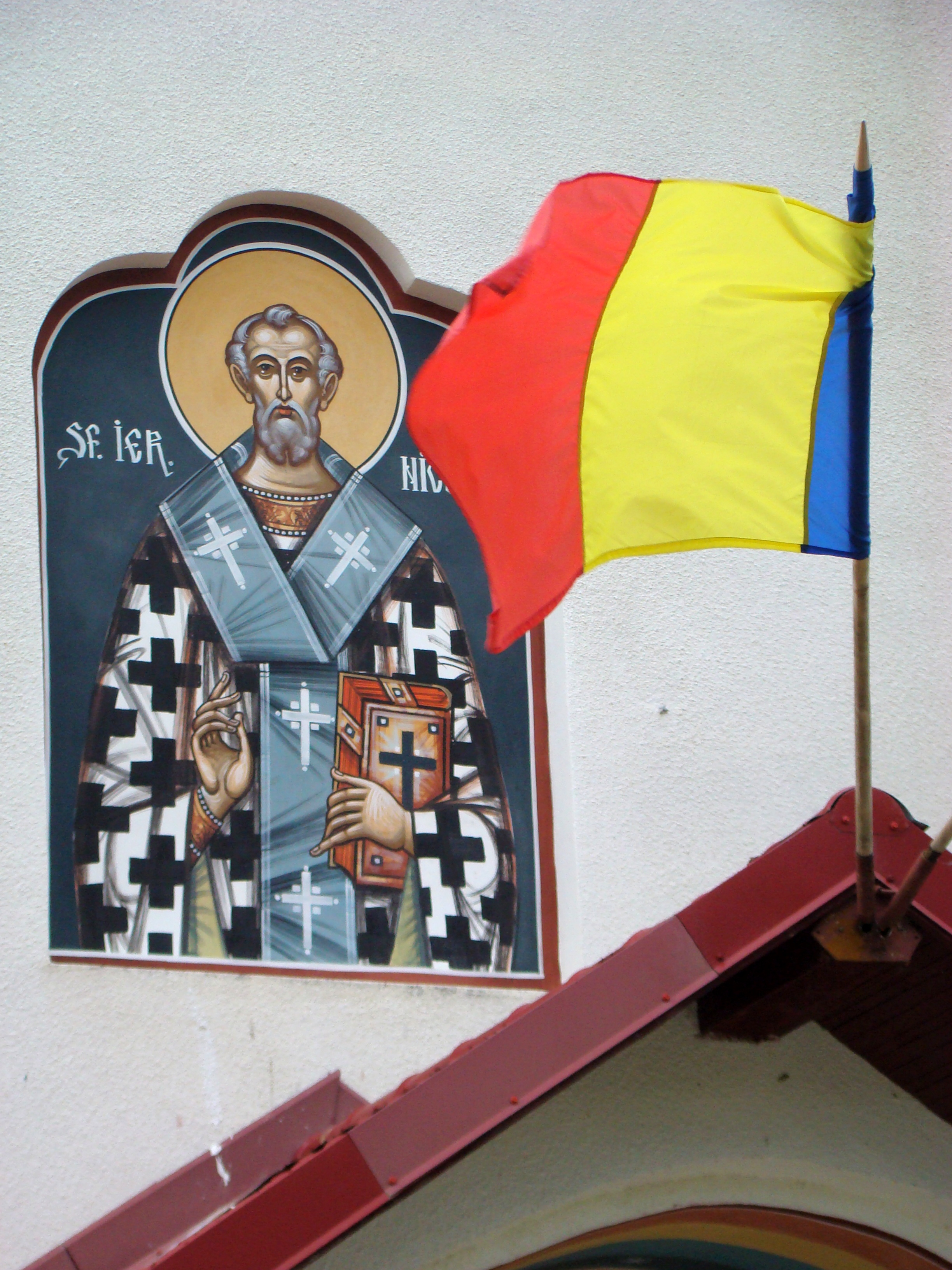
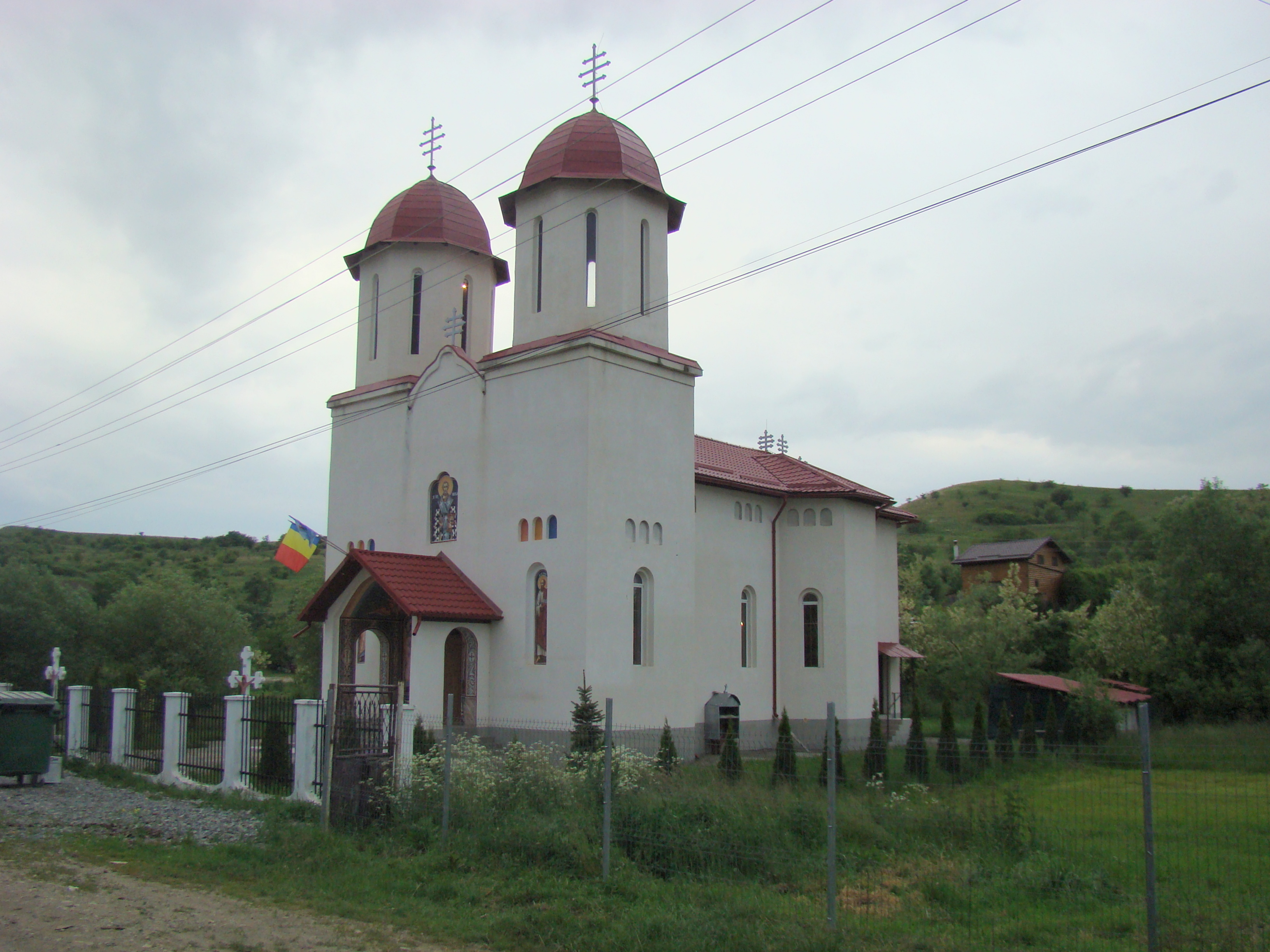
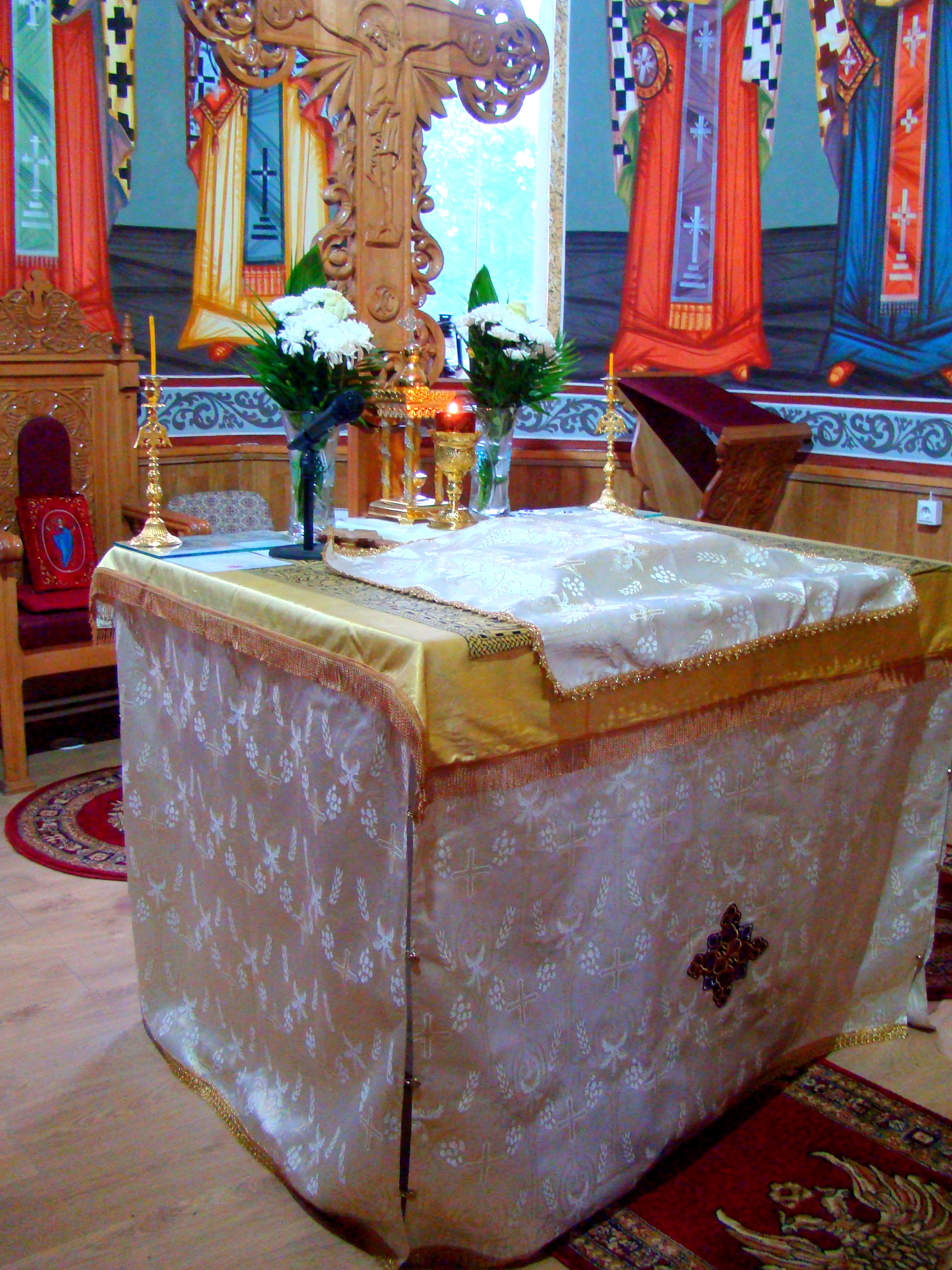
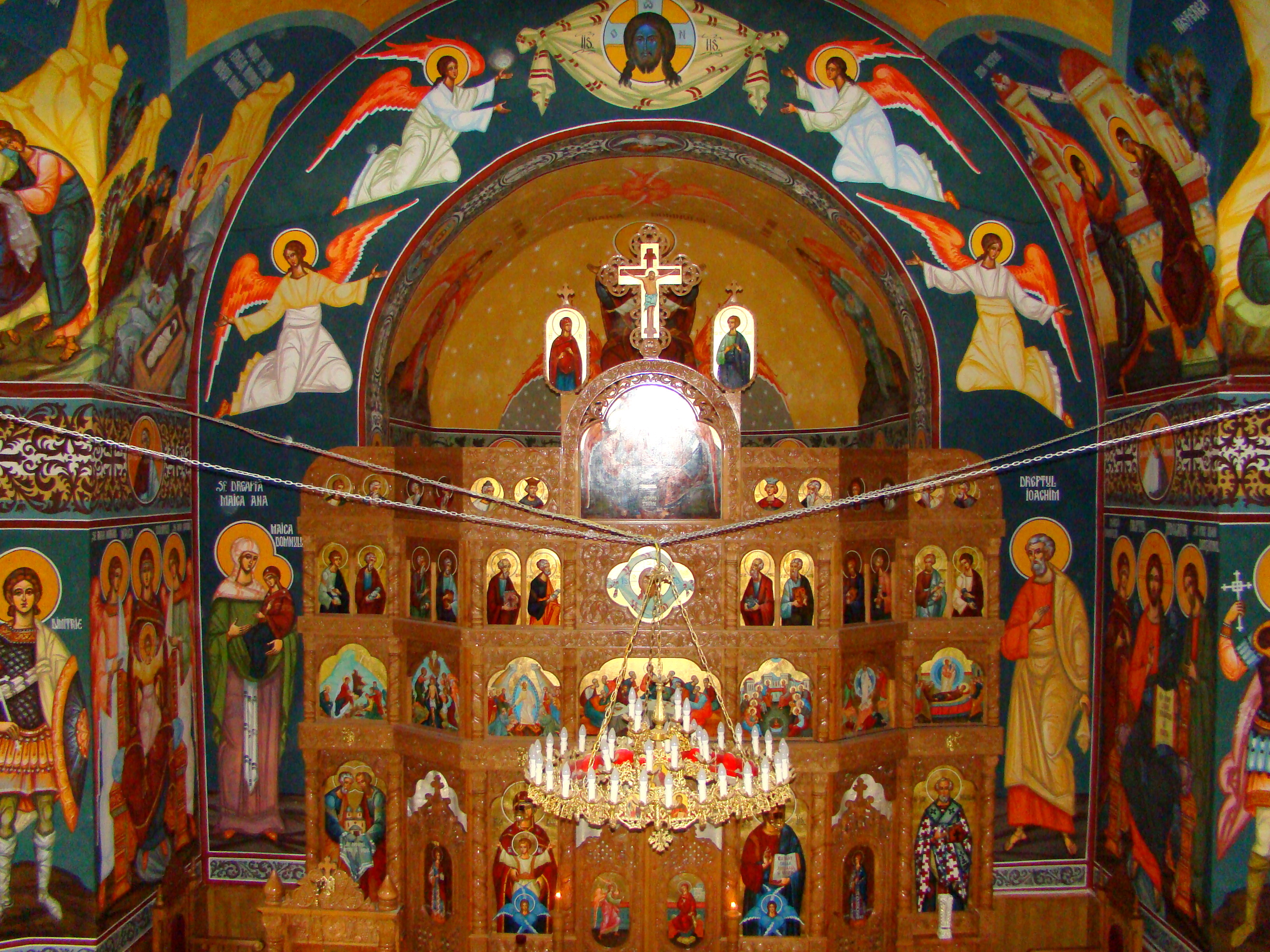
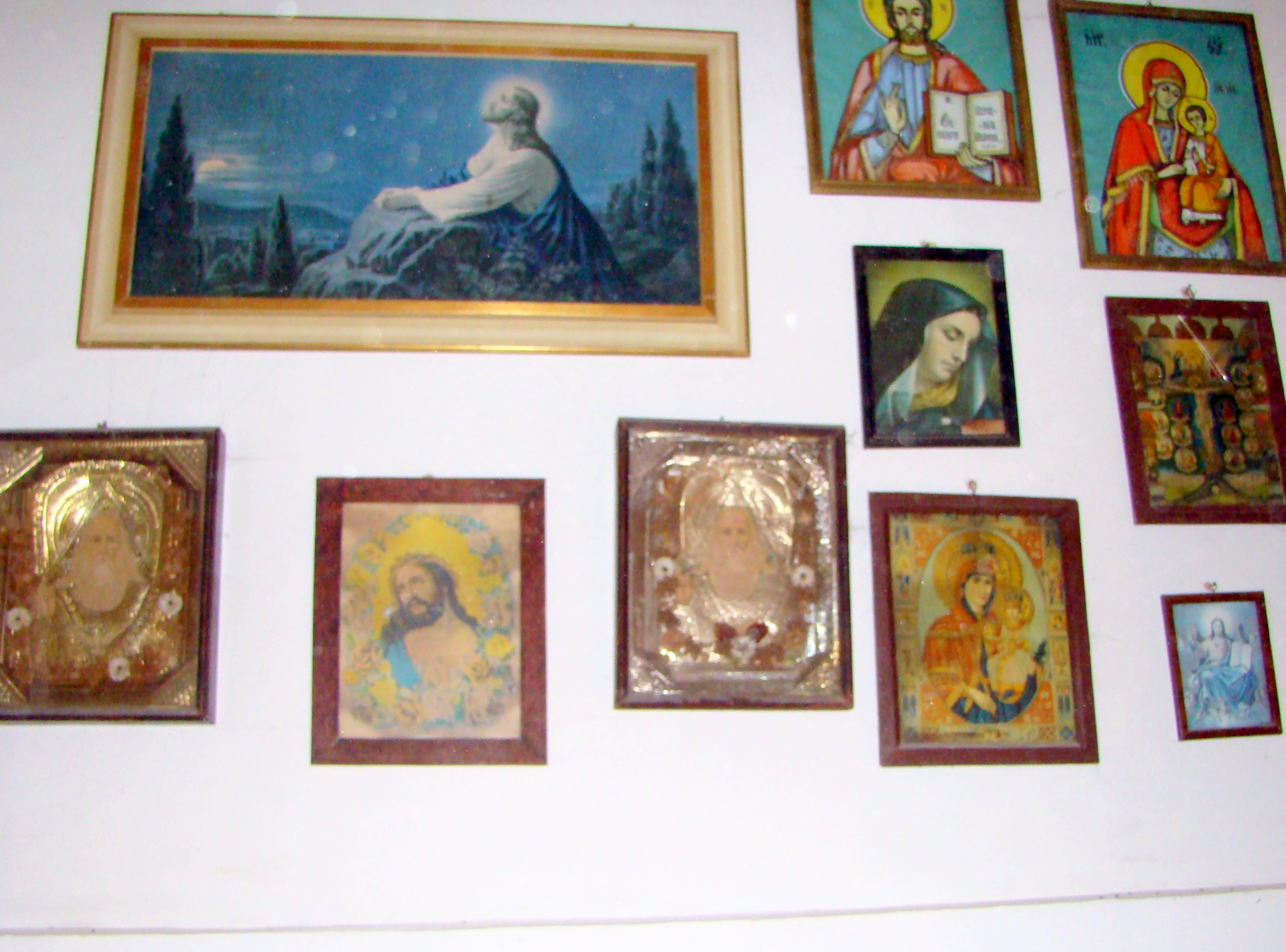
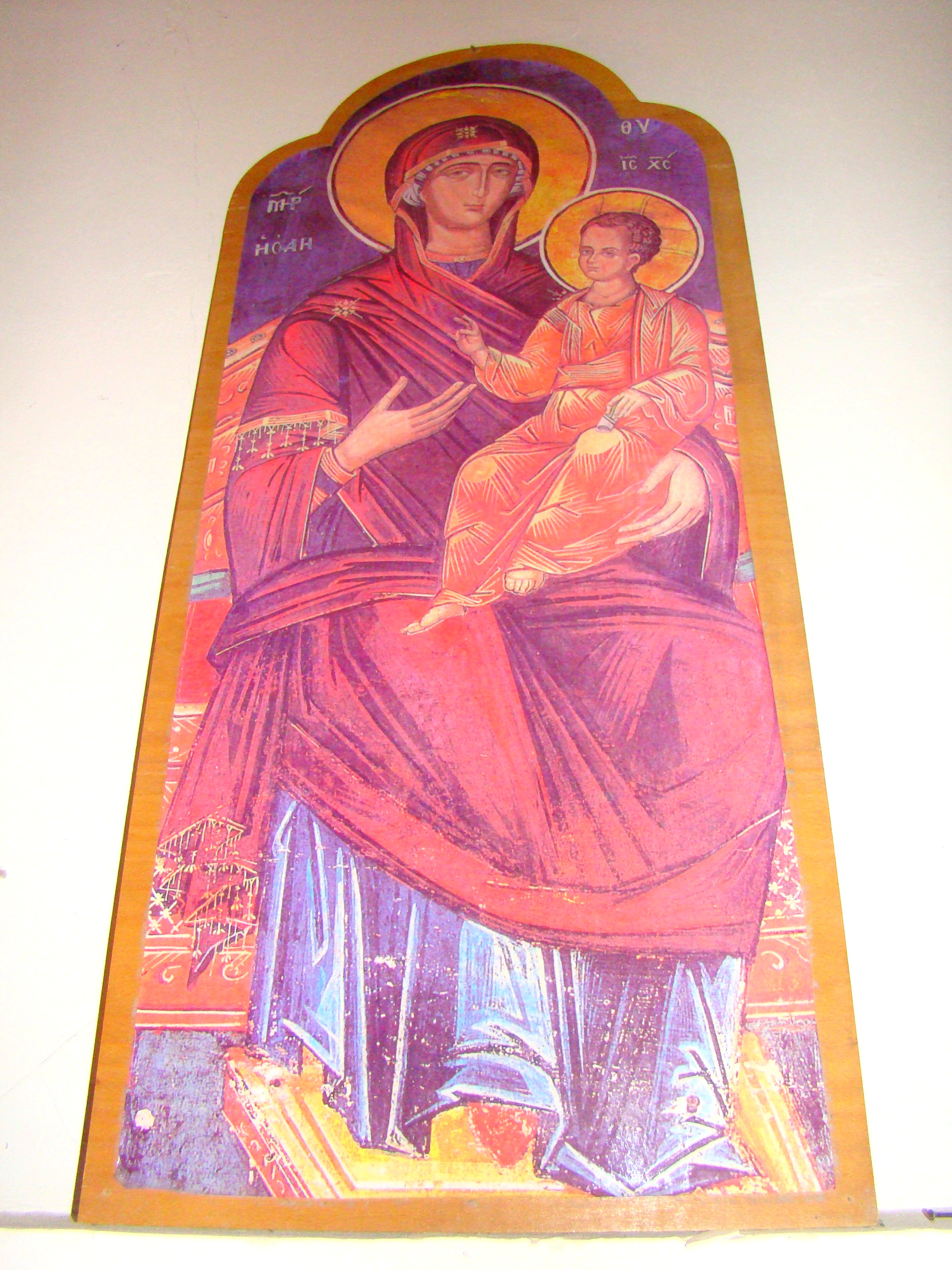
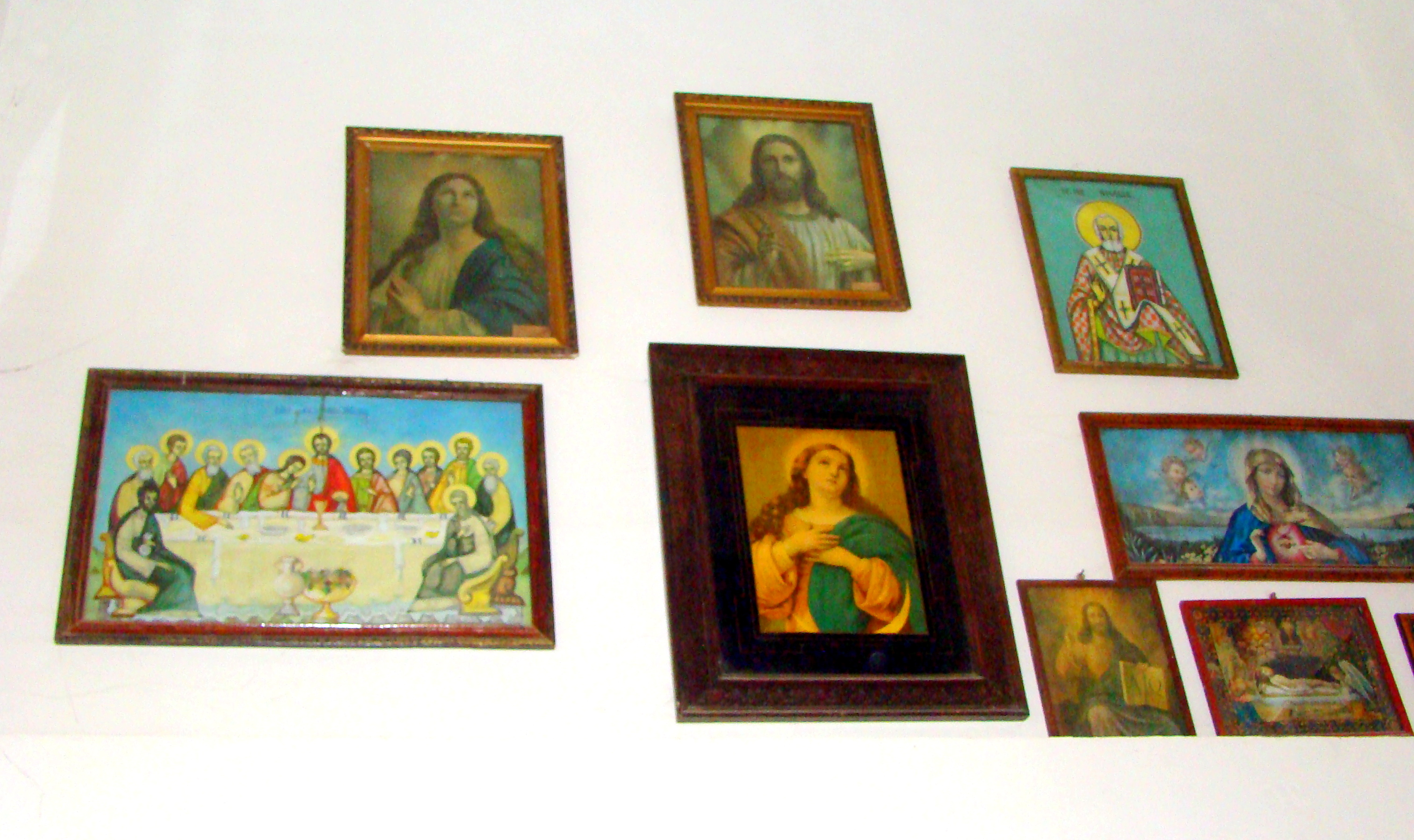